# Rangliste des deutschen Fußballs/2010er
Dieser Artikel gibt eine Übersicht über die Historie der Rangliste des deutschen Fußballs des kicker-Sportmagazins in der Zeit von 2010 bis 2019.

## Chronik der 2010er Jahre
Erläuterung: Die Flagge vor dem Spielernamen gibt die Staatsbürgerschaft des Spielers an bzw. (bei doppelter Staatsbürgerschaft oder nach einem Wechsel der Staatsbürgerschaft) die Nationalmannschaft, für die der Spieler zum Zeitpunkt des Erscheinens der Rangliste spielte oder spielberechtigt war. Ist keine Flagge vor dem Namen eingefügt, so hatte der betreffende Spieler zum Zeitpunkt des Erscheinens der Rangliste die deutsche Staatsbürgerschaft.

### Sommer 2010
Veröffentlicht in den kicker-Ausgaben vom 19. Juli 2010 (58/2010), vom 22. Juli 2010 (59/2010), vom 26. Juli 2010 (60/2010) und vom 29. Juli 2010 (61/2010). Die Rangliste bewertet das erste Halbjahr 2010.
| Position            | Weltklasse                                 | Internationale Klasse | Im weiteren Kreis |
| ------------------- | ------------------------------------------ | --- | --- |
| Torhüter            | –                                          | Manuel Neuer (FC Schalke 04) Tim Wiese (Werder Bremen) | Hans Jörg Butt (FC Bayern München) Jaroslav Drobný (Hertha BSC) Frank Rost (Hamburger SV) Roman Weidenfeller (Borussia Dortmund) Jens Lehmann (VfB Stuttgart) |
| Innenverteidiger    | –                                          | – | Arne Friedrich (Hertha BSC) Benedikt Höwedes (FC Schalke 04) Mats Hummels (Borussia Dortmund) Sami Hyypiä (Bayer 04 Leverkusen) Per Mertesacker (Werder Bremen) Chris (Eintracht Frankfurt) Daniel Van Buyten (FC Bayern München)                                          |
| Außenbahn defensiv  | –                                          | Philipp Lahm (FC Bayern München) | Cristian Molinaro (VfB Stuttgart) Sascha Riether (VfL Wolfsburg) |
| Außenbahn offensiv  | Arjen Robben (FC Bayern München)           | – | Toni Kroos (Bayer 04 Leverkusen) Marko Marin (Werder Bremen) Marcell Jansen (Hamburger SV) Franck Ribéry (FC Bayern München) Zoran Tošić (1. FC Köln) Tranquillo Barnetta (Bayer 04 Leverkusen) Marco Reus (Borussia Mönchengladbach) Kevin Großkreutz (Borussia Dortmund) |
| Mittelfeld defensiv | Bastian Schweinsteiger (FC Bayern München) | Mark van Bommel (FC Bayern München) Sami Khedira (VfB Stuttgart) | Torsten Frings (Werder Bremen) Arturo Vidal (Bayer 04 Leverkusen) Christian Träsch (VfB Stuttgart) Ivan Rakitić (FC Schalke 04) Nuri Şahin (Borussia Dortmund) Philipp Bargfrede (Werder Bremen) Pirmin Schwegler (Eintracht Frankfurt)                                    |
| Mittelfeld offensiv | Thomas Müller (FC Bayern München)          | – | Mesut Özil (Werder Bremen) Zvjezdan Misimović (VfL Wolfsburg) |
| Stürmer             | Edin Džeko (VfL Wolfsburg)                 | Cacau (VfB Stuttgart) Ivica Olić (FC Bayern München) Claudio Pizarro (Werder Bremen) Kevin Kurányi (FC Schalke 04) Lucas Barrios (Borussia Dortmund) Stefan Kießling (Bayer 04 Leverkusen) | Ciprian Marica (VfB Stuttgart) Miroslav Klose (FC Bayern München) Jefferson Farfán (FC Schalke 04) Eren Derdiyok (Bayer 04 Leverkusen) Mladen Petrić (Hamburger SV) Aristide Bancé (1. FSV Mainz 05)                                                                       |
| Deutsche im Ausland | –                                          | – | Michael Ballack (FC Chelsea) Fabian Ernst (Beşiktaş Istanbul) Kevin-Prince Boateng (FC Portsmouth) Steffen Hofmann (SK Rapid Wien) |

### Winter 2010/11
Veröffentlicht in den kicker-Ausgaben vom 27. Dezember 2010 (104+105/2010), vom 3. Januar 2011 (2/2011), vom 6. Januar 2011 (3/2011) und vom 10. Januar 2011 (4/2011). Die Rangliste bewertet das zweite Halbjahr 2010.
| Position            | Weltklasse                   | Internationale Klasse | Im weiteren Kreis |
| ------------------- | ---------------------------- | --- | --- |
| Torhüter            | Manuel Neuer (FC Schalke 04) | Roman Weidenfeller (Borussia Dortmund) René Adler (Bayer 04 Leverkusen) Tim Wiese (Werder Bremen) Hans Jörg Butt (FC Bayern München)                                                                                                 | Oliver Baumann (SC Freiburg) Christian Wetklo (1. FSV Mainz 05) Daniel Haas (TSG 1899 Hoffenheim) |
| Innenverteidiger    | –                            | Mats Hummels (Borussia Dortmund) | Neven Subotić (Borussia Dortmund) Anatolij Tymoschtschuk (FC Bayern München) Emanuel Pogatetz (Hannover 96) Pedro Geromel (1. FC Köln) Nikolče Noveski (1. FSV Mainz 05) |
| Außenbahn defensiv  | –                            | – | Philipp Lahm (FC Bayern München) Marcel Schmelzer (Borussia Dortmund) Christian Fuchs (1. FSV Mainz 05) Felix Bastians (SC Freiburg) |
| Außenbahn offensiv  | –                            | Mario Götze (Borussia Dortmund) Jefferson Farfán (FC Schalke 04) | Ivo Iličević (1. FC Kaiserslautern) Sidney Sam (Bayer 04 Leverkusen) Marco Reus (Borussia Mönchengladbach) Sejad Salihović (TSG 1899 Hoffenheim) Thomas Müller (FC Bayern München) Kevin Großkreutz (Borussia Dortmund) Lukas Podolski (1. FC Köln) Franck Ribéry (FC Bayern München) |
| Mittelfeld defensiv | –                            | Nuri Şahin (Borussia Dortmund) Arturo Vidal (Bayer 04 Leverkusen) Bastian Schweinsteiger (FC Bayern München) | Sven Bender (Borussia Dortmund) Christian Tiffert (1. FC Kaiserslautern) Luiz Gustavo (TSG 1899 Hoffenheim) Pirmin Schwegler (Eintracht Frankfurt) Simon Rolfes (Bayer 04 Leverkusen) Eugen Polanski (1. FSV Mainz 05) Matthias Lehmann (FC St. Pauli)                                |
| Mittelfeld offensiv | –                            | Shinji Kagawa (Borussia Dortmund) | Lewis Holtby (1. FSV Mainz 05) Renato Augusto (Bayer 04 Leverkusen) |
| Stürmer             | –                            | Mario Gómez (FC Bayern München) Theofanis Gekas (Eintracht Frankfurt) Papiss Demba Cissé (SC Freiburg) Lucas Barrios (Borussia Dortmund) Didier Ya Konan (Hannover 96) Srđan Lakić (1. FC Kaiserslautern) Edin Džeko (VfL Wolfsburg) | André Schürrle (1. FSV Mainz 05) Raúl (FC Schalke 04) Hugo Almeida (Werder Bremen) Klaas-Jan Huntelaar (FC Schalke 04) Grafite (VfL Wolfsburg) Demba Ba (TSG 1899 Hoffenheim) |
| Deutsche im Ausland | –                            | Mesut Özil (Real Madrid) | Robert Huth (Stoke City) Fabian Ernst (Beşiktaş Istanbul) Sami Khedira (Real Madrid) Kevin Kurányi (FK Dynamo Moskau) |

### Sommer 2011
| Position            | Weltklasse                       | Internationale Klasse | Im weiteren Kreis |
| ------------------- | -------------------------------- | --- | --- |
| Torhüter            | Manuel Neuer (FC Schalke 04)     | Roman Weidenfeller (Borussia Dortmund) Michael Rensing (1. FC Köln) | Ron-Robert Zieler (Hannover 96) Kevin Trapp (1. FC Kaiserslautern) Tom Starke (TSG 1899 Hoffenheim) Tim Wiese (Werder Bremen) |
| Innenverteidiger    | –                                | Mats Hummels (Borussia Dortmund) | Philipp Wollscheid (1. FC Nürnberg) Neven Subotić (Borussia Dortmund) Pedro Geromel (1. FC Köln) Benedikt Höwedes (FC Schalke 04) Martin Stranzl (Borussia Mönchengladbach) |
| Außenbahn defensiv  | –                                | – | Łukasz Piszczek (Borussia Dortmund) Philipp Lahm (FC Bayern München) Marcel Schmelzer (Borussia Dortmund) Timothy Chandler (1. FC Nürnberg) Christian Fuchs (1. FSV Mainz 05) Michal Kadlec (Bayer 04 Leverkusen) |
| Außenbahn offensiv  | Arjen Robben (FC Bayern München) | Mario Götze (Borussia Dortmund) Franck Ribéry (FC Bayern München) | Marco Reus (Borussia Mönchengladbach) Martin Harnik (VfB Stuttgart) Kevin Großkreutz (Borussia Dortmund) Gonzalo Castro (Bayer 04 Leverkusen) Jefferson Farfán (FC Schalke 04) |
| Mittelfeld defensiv | –                                | Arturo Vidal (Bayer 04 Leverkusen) Nuri Şahin (Borussia Dortmund) | Sven Bender (Borussia Dortmund) Christian Tiffert (1. FC Kaiserslautern) Sérgio Pinto (Hannover 96) Bastian Schweinsteiger (FC Bayern München) Elkin Soto (1. FSV Mainz 05) Peer Kluge (FC Schalke 04) Timmy Simons (1. FC Nürnberg) Torsten Frings (Werder Bremen) Eugen Polanski (1. FSV Mainz 05) Zdravko Kuzmanović (VfB Stuttgart) |
| Mittelfeld offensiv | –                                | Thomas Müller (FC Bayern München) | Tamás Hajnal (VfB Stuttgart) |
| Stürmer             | Mario Gómez (FC Bayern München)  | Lucas Barrios (Borussia Dortmund) Papiss Demba Cissé (SC Freiburg) Milivoje Novakovič (1. FC Köln) André Schürrle (1. FSV Mainz 05) Lukas Podolski (1. FC Köln) Claudio Pizarro (Werder Bremen) | Raúl (FC Schalke 04) Mario Mandžukić (VfL Wolfsburg) Mladen Petrić (Hamburger SV) Didier Ya Konan (Hannover 96) |
| Deutsche im Ausland | –                                | Mesut Özil (Real Madrid) | Robert Huth (Stoke City) Sami Khedira (Real Madrid) |

### Winter 2011/12
Veröffentlicht in den kicker-Ausgaben vom 27. Dezember 2011 (104+105/2011), vom 2. Januar 2012 (1+2/2012), vom 5. Januar 2012 (3/2012) und vom 9. Januar 2012 (4/2012). Die Rangliste bewertet das zweite Halbjahr 2011.
| Position            | Weltklasse                                 | Internationale Klasse | Im weiteren Kreis |
| ------------------- | ------------------------------------------ | --- | --- |
| Torhüter            | –                                          | Manuel Neuer (FC Bayern München) Bernd Leno (Bayer 04 Leverkusen) Roman Weidenfeller (Borussia Dortmund) Marc-André ter Stegen (Borussia Mönchengladbach) Sven Ulreich (VfB Stuttgart) | Ron-Robert Zieler (Hannover 96) Lars Unnerstall (FC Schalke 04) Simon Jentzsch (FC Augsburg) Thomas Kraft (Hertha BSC) Diego Benaglio (VfL Wolfsburg) Michael Rensing (1. FC Köln)                       |
| Innenverteidiger    | –                                          | Holger Badstuber (FC Bayern München) Mats Hummels (Borussia Dortmund) Daniel Van Buyten (FC Bayern München) Dante (Borussia Mönchengladbach)                                           | Martin Stranzl (Borussia Mönchengladbach) Serdar Tasci (VfB Stuttgart) Jérôme Boateng (FC Bayern München)                                                                                                |
| Außenbahn defensiv  | –                                          | Philipp Lahm (FC Bayern München) | Łukasz Piszczek (Borussia Dortmund) Filip Daems (Borussia Mönchengladbach) Rafinha (FC Bayern München) Benedikt Höwedes (FC Schalke 04) Christian Lell (Hertha BSC) Marcel Schmelzer (Borussia Dortmund) |
| Außenbahn offensiv  | –                                          | Marco Reus (Borussia Mönchengladbach) Franck Ribéry (FC Bayern München) Mario Götze (Borussia Dortmund) Thomas Müller (FC Bayern München)                                              | Juan Arango (Borussia Mönchengladbach) Jefferson Farfán (FC Schalke 04) Martin Harnik (VfB Stuttgart) Patrick Herrmann (Borussia Mönchengladbach)                                                        |
| Mittelfeld defensiv | Bastian Schweinsteiger (FC Bayern München) | Sven Bender (Borussia Dortmund) Lars Bender (Bayer 04 Leverkusen) | William Kvist (VfB Stuttgart) Luiz Gustavo (FC Bayern München) Anatolij Tymoschtschuk (FC Bayern München) Sérgio Pinto (Hannover 96) Jermaine Jones (FC Schalke 04)                                      |
| Mittelfeld offensiv | –                                          | Toni Kroos (FC Bayern München) Raúl (FC Schalke 04) | Raffael (Hertha BSC) Andreas Ivanschitz (1. FSV Mainz 05) Shinji Kagawa (Borussia Dortmund) |
| Stürmer             | Mario Gómez (FC Bayern München)            | Claudio Pizarro (Werder Bremen) Klaas-Jan Huntelaar (FC Schalke 04) Lukas Podolski (1. FC Köln) Robert Lewandowski (Borussia Dortmund)                                                 | Mario Mandžukić (VfL Wolfsburg) Mohammed Abdellaoue (Hannover 96) Papiss Demba Cissé (SC Freiburg) |
| Deutsche im Ausland | –                                          | Miroslav Klose (Lazio Rom) | Sami Khedira (Real Madrid) Mesut Özil (Real Madrid) Kevin Kurányi (FK Dynamo Moskau) |

### Sommer 2012
Veröffentlicht in den kicker-Ausgaben vom 2. Juli 2012 (54/2012), vom 5. Juli 2012 (55/2012), vom 9. Juli 2012 (56/2012) und vom 12. Juli 2012 (57/2012). Die Rangliste bewertet das erste Halbjahr 2012.
| Position            | Weltklasse                        | Internationale Klasse | Im weiteren Kreis |
| ------------------- | --------------------------------- | --- | --- |
| Torhüter            | –                                 | Manuel Neuer (FC Bayern München) Marc-André ter Stegen (Borussia Mönchengladbach) Ron-Robert Zieler (Hannover 96) Bernd Leno (Bayer 04 Leverkusen) Roman Weidenfeller (Borussia Dortmund)                                                             | Diego Benaglio (VfL Wolfsburg) Oliver Baumann (SC Freiburg) Sven Ulreich (VfB Stuttgart) Tim Wiese (Werder Bremen) Simon Jentzsch (FC Augsburg) Thomas Kraft (Hertha BSC) Michael Rensing (1. FC Köln)                                                                                   |
| Innenverteidiger    | –                                 | Mats Hummels (Borussia Dortmund) Holger Badstuber (FC Bayern München) Sokratis (Werder Bremen) | Georg Niedermeier (VfB Stuttgart) Neven Subotić (Borussia Dortmund) Jérôme Boateng (FC Bayern München) Sebastian Langkamp (FC Augsburg) Roel Brouwers (Borussia Mönchengladbach) Serdar Tasci (VfB Stuttgart) Martin Stranzl (Borussia Mönchengladbach) Dante (Borussia Mönchengladbach) |
| Außenbahn defensiv  | –                                 | Łukasz Piszczek (Borussia Dortmund) Philipp Lahm (FC Bayern München) David Alaba (FC Bayern München) | Marcel Schmelzer (Borussia Dortmund) Filip Daems (Borussia Mönchengladbach) Christian Fuchs (FC Schalke 04) |
| Außenbahn offensiv  | –                                 | Franck Ribéry (FC Bayern München) Jakub Błaszczykowski (Borussia Dortmund) Martin Harnik (VfB Stuttgart) Arjen Robben (FC Bayern München) | Juan Arango (Borussia Mönchengladbach) Lars Stindl (Hannover 96) Daniel Caligiuri (SC Freiburg) Ashkan Dejagah (VfL Wolfsburg) |
| Mittelfeld defensiv | –                                 | İlkay Gündoğan (Borussia Dortmund) | Sebastian Kehl (Borussia Dortmund) Lars Bender (Bayer 04 Leverkusen) Cédric Makiadi (SC Freiburg) Bastian Schweinsteiger (FC Bayern München) Elkin Soto (1. FSV Mainz 05) Stefan Reinartz (Bayer 04 Leverkusen)                                                                          |
| Mittelfeld offensiv | Shinji Kagawa (Borussia Dortmund) | – | Toni Kroos (FC Bayern München) Thomas Müller (FC Bayern München) Raúl (FC Schalke 04) Daniel Didavi (1. FC Nürnberg) |
| Stürmer             | –                                 | Klaas-Jan Huntelaar (FC Schalke 04) Mario Gómez (FC Bayern München) Robert Lewandowski (Borussia Dortmund) Marco Reus (Borussia Mönchengladbach) Mario Mandžukić (VfL Wolfsburg) Patrick Helmes (VfL Wolfsburg) Stefan Kießling (Bayer 04 Leverkusen) | Vedad Ibišević (VfB Stuttgart) Mame Diouf (Hannover 96) Mohamed Zidan (1. FSV Mainz 05) |
| Deutsche im Ausland | –                                 | Sami Khedira (Real Madrid) Mesut Özil (Real Madrid) | Miroslav Klose (Lazio Rom) |

### Winter 2012/13
Veröffentlicht in den kicker-Ausgaben vom 24. Dezember 2012 (104+105/2012), vom 31. Dezember 2012 (2/2013), vom 3. Januar 2013 (3/2013) und vom 7. Januar 2013 (4/2013). Die Rangliste bewertet das zweite Halbjahr 2012.
| Position            | Weltklasse                        | Internationale Klasse | Im weiteren Kreis |
| ------------------- | --------------------------------- | --- | --- |
| Torhüter            | –                                 | René Adler (Hamburger SV) Kevin Trapp (Eintracht Frankfurt) Roman Weidenfeller (Borussia Dortmund) Manuel Neuer (FC Bayern München) Bernd Leno (Bayer 04 Leverkusen) Diego Benaglio (VfL Wolfsburg) Fabian Giefer (Fortuna Düsseldorf) | Oliver Baumann (SC Freiburg) Sven Ulreich (VfB Stuttgart) Raphael Schäfer (1. FC Nürnberg) |
| Innenverteidiger    | –                                 | Dante (FC Bayern München) Mats Hummels (Borussia Dortmund) | Benedikt Höwedes (FC Schalke 04) Neven Subotić (Borussia Dortmund) Philipp Wollscheid (Bayer 04 Leverkusen) Timm Klose (1. FC Nürnberg) Ömer Toprak (Bayer 04 Leverkusen) Martin Stranzl (Borussia Mönchengladbach) Kyriakos Papadopoulos (FC Schalke 04) Jérôme Boateng (FC Bayern München) Bo Svensson (1. FSV Mainz 05) |
| Außenbahn defensiv  | –                                 | Philipp Lahm (FC Bayern München) | Marcel Schmelzer (Borussia Dortmund) Dani Carvajal (Bayer 04 Leverkusen) Sebastian Jung (Eintracht Frankfurt) Łukasz Piszczek (Borussia Dortmund) David Alaba (FC Bayern München) Bastian Oczipka (Eintracht Frankfurt) |
| Außenbahn offensiv  | Franck Ribéry (FC Bayern München) | Thomas Müller (FC Bayern München) Marco Reus (Borussia Dortmund) Jakub Błaszczykowski (Borussia Dortmund) Gonzalo Castro (Bayer 04 Leverkusen) Juan Arango (Borussia Mönchengladbach) Szabolcs Huszti (Hannover 96)                    | André Schürrle (Bayer 04 Leverkusen) Takashi Inui (Eintracht Frankfurt) Jefferson Farfán (FC Schalke 04) Marko Arnautović (Werder Bremen) Stefan Aigner (Eintracht Frankfurt) Julian Draxler (FC Schalke 04) Lars Stindl (Hannover 96) Xherdan Shaqiri (FC Bayern München) |
| Mittelfeld defensiv | –                                 | Bastian Schweinsteiger (FC Bayern München) Sebastian Rode (Eintracht Frankfurt) Pirmin Schwegler (Eintracht Frankfurt) | İlkay Gündoğan (Borussia Dortmund) Sebastian Kehl (Borussia Dortmund) Stefan Reinartz (Bayer 04 Leverkusen) Lars Bender (Bayer 04 Leverkusen) Javi Martínez (FC Bayern München) Julian Baumgartlinger (1. FSV Mainz 05) Zlatko Junuzović (Werder Bremen) Simon Rolfes (Bayer 04 Leverkusen) Jermaine Jones (FC Schalke 04) Cédric Makiadi (SC Freiburg) Roman Neustädter (FC Schalke 04) Elkin Soto (1. FSV Mainz 05) Julian Schuster (SC Freiburg) |
| Mittelfeld offensiv | Mario Götze (Borussia Dortmund)   | Toni Kroos (FC Bayern München) Alex Meier (Eintracht Frankfurt) | Aaron Hunt (Werder Bremen) Diego (VfL Wolfsburg) Andreas Ivanschitz (1. FSV Mainz 05) Kevin De Bruyne (Werder Bremen) |
| Stürmer             | –                                 | Robert Lewandowski (Borussia Dortmund) Stefan Kießling (Bayer 04 Leverkusen) Vedad Ibišević (VfB Stuttgart) Ádám Szalai (1. FSV Mainz 05) Mario Mandžukić (FC Bayern München)                                                          | Mame Diouf (Hannover 96) Max Kruse (Borussia Mönchengladbach) Nils Petersen (Werder Bremen) |
| Deutsche im Ausland | –                                 | Sami Khedira (Real Madrid) Mesut Özil (Real Madrid) Miroslav Klose (Lazio Rom) Lukas Podolski (FC Arsenal) | Robert Huth (Stoke City) Roberto Hilbert (Beşiktaş Istanbul) Patrick Ebert (Real Valladolid) |

### Sommer 2013
| Position            | Weltklasse | Internationale Klasse | Im weiteren Kreis |
| ------------------- | --- | --- | --- |
| Torhüter            | Roman Weidenfeller (Borussia Dortmund) Manuel Neuer (FC Bayern München)                                                             | Kevin Trapp (Eintracht Frankfurt) | Bernd Leno (Bayer 04 Leverkusen) Alexander Manninger (FC Augsburg) Oliver Baumann (SC Freiburg) Timo Hildebrand (FC Schalke 04) René Adler (Hamburger SV) Ron-Robert Zieler (Hannover 96) Diego Benaglio (VfL Wolfsburg) Sven Ulreich (VfB Stuttgart) Marc-André ter Stegen (Borussia Mönchengladbach) |
| Innenverteidiger    | – | Jérôme Boateng (FC Bayern München) Dante (FC Bayern München) Neven Subotić (Borussia Dortmund) Daniel Van Buyten (FC Bayern München) Mats Hummels (Borussia Dortmund) | Naldo (VfL Wolfsburg) Sokratis (Werder Bremen) Ömer Toprak (Bayer 04 Leverkusen) Martin Stranzl (Borussia Mönchengladbach) Matthias Ginter (SC Freiburg) Benedikt Höwedes (FC Schalke 04) Fallou Diagne (SC Freiburg)                                                                                  |
| Außenbahn defensiv  | Philipp Lahm (FC Bayern München) | David Alaba (FC Bayern München) | Łukasz Piszczek (Borussia Dortmund) Dani Carvajal (Bayer 04 Leverkusen) Marcel Schmelzer (Borussia Dortmund) Marcell Jansen (Hamburger SV) |
| Außenbahn offensiv  | Thomas Müller (FC Bayern München) Arjen Robben (FC Bayern München) Franck Ribéry (FC Bayern München) Marco Reus (Borussia Dortmund) | Jakub Błaszczykowski (Borussia Dortmund) Julian Draxler (FC Schalke 04)                                                                                               | Jonathan Schmid (SC Freiburg) André Schürrle (Bayer 04 Leverkusen) Jefferson Farfán (FC Schalke 04) Sidney Sam (Bayer 04 Leverkusen) |
| Mittelfeld defensiv | Bastian Schweinsteiger (FC Bayern München) İlkay Gündoğan (Borussia Dortmund)                                                       | Javi Martínez (FC Bayern München) Sven Bender (Borussia Dortmund) | Lars Bender (Bayer 04 Leverkusen) Simon Rolfes (Bayer 04 Leverkusen) Stefan Reinartz (Bayer 04 Leverkusen) Daniel Baier (FC Augsburg) Christian Gentner (VfB Stuttgart) Sebastian Rode (Eintracht Frankfurt) Jermaine Jones (FC Schalke 04) Sérgio Pinto (Hannover 96)                                 |
| Mittelfeld offensiv | – | Mario Götze (Borussia Dortmund) | Diego (VfL Wolfsburg) Kevin De Bruyne (Werder Bremen) |
| Stürmer             | Robert Lewandowski (Borussia Dortmund)                                                                                              | Stefan Kießling (Bayer 04 Leverkusen) Mario Mandžukić (FC Bayern München)                                                                                             | Max Kruse (SC Freiburg) |
| Deutsche im Ausland | – | Mesut Özil (Real Madrid) Sami Khedira (Real Madrid) | Per Mertesacker (FC Arsenal) Sascha Riether (FC Fulham) Roberto Hilbert (Beşiktaş Istanbul) Patrick Ebert (Real Valladolid) Miroslav Klose (Lazio Rom) Lukas Podolski (FC Arsenal) Kevin Kurányi (FK Dynamo Moskau)                                                                                    |

### Winter 2013/14
| Position            | Weltklasse                                                         | Internationale Klasse | Im weiteren Kreis |
| ------------------- | ------------------------------------------------------------------ | --- | --- |
| Torhüter            | –                                                                  | Bernd Leno (Bayer 04 Leverkusen) Manuel Neuer (FC Bayern München) Marc-André ter Stegen (Borussia Mönchengladbach) Roman Weidenfeller (Borussia Dortmund) | Ron-Robert Zieler (Hannover 96) Oliver Baumann (SC Freiburg) Kevin Trapp (Eintracht Frankfurt) Diego Benaglio (VfL Wolfsburg) Sven Ulreich (VfB Stuttgart) Marwin Hitz (FC Augsburg) Raphael Schäfer (1. FC Nürnberg) |
| Innenverteidiger    | –                                                                  | Jérôme Boateng (FC Bayern München) Dante (FC Bayern München) Sokratis (Borussia Dortmund) Ömer Toprak (Bayer 04 Leverkusen)                               | Martin Stranzl (Borussia Mönchengladbach) Naldo (VfL Wolfsburg) Neven Subotić (Borussia Dortmund) Robin Knoche (VfL Wolfsburg) Mats Hummels (Borussia Dortmund) Fabian Lustenberger (Hertha BSC) Emir Spahić (Bayer 04 Leverkusen) |
| Außenbahn defensiv  | –                                                                  | David Alaba (FC Bayern München) Kevin Großkreutz (Borussia Dortmund)                                                                                      | Ricardo Rodríguez (VfL Wolfsburg) Erik Durm (Borussia Dortmund) Marcell Jansen (Hamburger SV) Tony Jantschke (Borussia Mönchengladbach) Patrick Ochs (VfL Wolfsburg) |
| Außenbahn offensiv  | Franck Ribéry (FC Bayern München) Arjen Robben (FC Bayern München) | Thomas Müller (FC Bayern München) Marco Reus (Borussia Dortmund) Sidney Sam (Bayer 04 Leverkusen) Kevin Volland (TSG 1899 Hoffenheim)                     | Pierre-Emerick Aubameyang (Borussia Dortmund) Julian Draxler (FC Schalke 04) Jefferson Farfán (FC Schalke 04) Patrick Herrmann (Borussia Mönchengladbach) Juan Arango (Borussia Mönchengladbach) André Hahn (FC Augsburg) |
| Mittelfeld defensiv | Philipp Lahm (FC Bayern München)                                   | Simon Rolfes (Bayer 04 Leverkusen) Sven Bender (Borussia Dortmund) Nuri Şahin (Borussia Dortmund)                                                         | Granit Xhaka (Borussia Mönchengladbach) Stefan Reinartz (Bayer 04 Leverkusen) Daniel Baier (FC Augsburg) Hajime Hosogai (Hertha BSC) Christoph Kramer (Borussia Mönchengladbach) |
| Mittelfeld offensiv | –                                                                  | Toni Kroos (FC Bayern München) Raffael (Borussia Mönchengladbach) Bastian Schweinsteiger (FC Bayern München)                                              | Alexandru Maxim (VfB Stuttgart) Roberto Firmino (TSG 1899 Hoffenheim) Mario Götze (FC Bayern München) Henrich Mchitarjan (Borussia Dortmund) Gonzalo Castro (Bayer 04 Leverkusen) Rafael van der Vaart (Hamburger SV) Maximilian Arnold (VfL Wolfsburg) Thiago (FC Bayern München) Aaron Hunt (Werder Bremen) Kevin-Prince Boateng (FC Schalke 04) Diego (VfL Wolfsburg) |
| Stürmer             | –                                                                  | Robert Lewandowski (Borussia Dortmund) Mario Mandžukić (FC Bayern München) Stefan Kießling (Bayer 04 Leverkusen) Max Kruse (Borussia Mönchengladbach)     | Adrián Ramos (Hertha BSC) Vedad Ibišević (VfB Stuttgart) Pierre-Michel Lasogga (Hamburger SV) Shinji Okazaki (1. FSV Mainz 05) Mame Diouf (Hannover 96) |
| Deutsche im Ausland | –                                                                  | Per Mertesacker (FC Arsenal) Sami Khedira (Real Madrid) Mesut Özil (FC Arsenal)                                                                           | André Schürrle (FC Chelsea) Miroslav Klose (Lazio Rom) |

### Sommer 2014
Veröffentlicht in den kicker-Ausgaben vom 21. Juli 2014 (60/2014), vom 24. Juli 2014 (61/2014), vom 28. Juli 2014 (62/2014) und vom 31. Juli 2014 (63/2014). Die Rangliste bewertet das erste Halbjahr 2014.
| Position            | Weltklasse                                                                                        | Internationale Klasse | Im weiteren Kreis |
| ------------------- | ------------------------------------------------------------------------------------------------- | --- | --- |
| Torhüter            | Manuel Neuer (FC Bayern München)                                                                  | Ralf Fährmann (FC Schalke 04) Bernd Leno (Bayer 04 Leverkusen) Roman Weidenfeller (Borussia Dortmund) Marc-André ter Stegen (Borussia Mönchengladbach) | Kevin Trapp (Eintracht Frankfurt) Ron-Robert Zieler (Hannover 96) Sven Ulreich (VfB Stuttgart) Raphael Schäfer (1. FC Nürnberg) Thomas Kraft (Hertha BSC)                                                                                 |
| Innenverteidiger    | Mats Hummels (Borussia Dortmund)                                                                  | Jérôme Boateng (FC Bayern München) | Ömer Toprak (Bayer 04 Leverkusen) Sokratis (Borussia Dortmund) Javi Martínez (FC Bayern München) Naldo (VfL Wolfsburg) Nikolče Noveski (1. FSV Mainz 05)                                                                                  |
| Außenbahn defensiv  | –                                                                                                 | David Alaba (FC Bayern München) Benedikt Höwedes (FC Schalke 04) Ricardo Rodríguez (VfL Wolfsburg)                                                     | Erik Durm (Borussia Dortmund) Fabian Johnson (TSG 1899 Hoffenheim) Sead Kolašinac (FC Schalke 04) Park Joo-ho (1. FSV Mainz 05) Rafinha (FC Bayern München) Zdeněk Pospěch (1. FSV Mainz 05)                                              |
| Außenbahn offensiv  | Thomas Müller (FC Bayern München) Arjen Robben (FC Bayern München) Marco Reus (Borussia Dortmund) | Franck Ribéry (FC Bayern München) Mario Götze (FC Bayern München)                                                                                      | Kevin De Bruyne (VfL Wolfsburg) André Hahn (FC Augsburg) Kevin Volland (TSG 1899 Hoffenheim) Ivan Perišić (VfL Wolfsburg) Tobias Werner (FC Augsburg) Maxim Choupo-Moting (1. FSV Mainz 05) Leonardo Bittencourt (Hannover 96)            |
| Mittelfeld defensiv | Philipp Lahm (FC Bayern München) Bastian Schweinsteiger (FC Bayern München)                       | Thiago (FC Bayern München) | Christoph Kramer (Borussia Mönchengladbach) Luiz Gustavo (VfL Wolfsburg) Daniel Baier (FC Augsburg) Julian Schuster (SC Freiburg) Sebastian Kehl (Borussia Dortmund) Johannes Geis (1. FSV Mainz 05) Eugen Polanski (TSG 1899 Hoffenheim) |
| Mittelfeld offensiv | Toni Kroos (FC Bayern München)                                                                    | Roberto Firmino (TSG 1899 Hoffenheim) | Henrich Mchitarjan (Borussia Dortmund) Aaron Hunt (Werder Bremen) Raffael (Borussia Mönchengladbach) Halil Altıntop (FC Augsburg) Max Meyer (FC Schalke 04)                                                                               |
| Stürmer             | –                                                                                                 | Robert Lewandowski (Borussia Dortmund) Mario Mandžukić (FC Bayern München) Klaas-Jan Huntelaar (FC Schalke 04)                                         | Josip Drmić (1. FC Nürnberg) Admir Mehmedi (SC Freiburg) Ivica Olić (VfL Wolfsburg) Shinji Okazaki (1. FSV Mainz 05) Max Kruse (Borussia Mönchengladbach) Stefan Kießling (Bayer 04 Leverkusen)                                           |
| Deutsche im Ausland | –                                                                                                 | Per Mertesacker (FC Arsenal) André Schürrle (FC Chelsea) Sami Khedira (Real Madrid) Mesut Özil (FC Arsenal)                                            | Shkodran Mustafi (Sampdoria Genua) Lukas Podolski (FC Arsenal) Miroslav Klose (Lazio Rom) |

### Winter 2014/15
Veröffentlicht in den kicker-Ausgaben vom 29. Dezember 2014 (2/2015), vom 5. Januar 2015 (4/2015) und vom 8. Januar 2015 (5/2015). Die Rangliste bewertet das zweite Halbjahr 2014.
| Position            | Weltklasse                                                       | Internationale Klasse | Im weiteren Kreis |
| ------------------- | ---------------------------------------------------------------- | --- | --- |
| Torhüter            | Manuel Neuer (FC Bayern München)                                 | Ralf Fährmann (FC Schalke 04) Yann Sommer (Borussia Mönchengladbach) Ron-Robert Zieler (Hannover 96)                                                                         | Bernd Leno (Bayer 04 Leverkusen) Diego Benaglio (VfL Wolfsburg) Roman Bürki (SC Freiburg) Loris Karius (1. FSV Mainz 05) Felix Wiedwald (Eintracht Frankfurt) |
| Innenverteidiger    | Jérôme Boateng (FC Bayern München)                               | Naldo (VfL Wolfsburg) Martin Stranzl (Borussia Mönchengladbach) Sokratis (Borussia Dortmund)                                                                                 | Niklas Süle (TSG 1899 Hoffenheim) Ömer Toprak (Bayer 04 Leverkusen) Benedikt Höwedes (FC Schalke 04) Tony Jantschke (Borussia Mönchengladbach) Emir Spahić (Bayer 04 Leverkusen) Uwe Hünemeier (SC Paderborn) Kevin Wimmer (1. FC Köln) |
| Außenbahn defensiv  | –                                                                | David Alaba (FC Bayern München) | Ricardo Rodríguez (VfL Wolfsburg) Álvaro Domínguez (Borussia Mönchengladbach) Juan Bernat (FC Bayern München) Paul Verhaegh (FC Augsburg) Rafinha (FC Bayern München) Atsuto Uchida (FC Schalke 04) Paweł Olkowski (1. FC Köln) |
| Außenbahn offensiv  | Arjen Robben (FC Bayern München)                                 | Thomas Müller (FC Bayern München) Karim Bellarabi (Bayer 04 Leverkusen) Maxim Choupo-Moting (FC Schalke 04) Franck Ribéry (FC Bayern München) Marco Reus (Borussia Dortmund) | Ivan Perišić (VfL Wolfsburg) Kevin Volland (TSG 1899 Hoffenheim) Son Heung-min (Bayer 04 Leverkusen) Patrick Herrmann (Borussia Mönchengladbach) André Hahn (Borussia Mönchengladbach) Thorgan Hazard (Borussia Mönchengladbach) Ibrahima Traoré (Borussia Mönchengladbach) Süleyman Koç (SC Paderborn)                                                                                                |
| Mittelfeld defensiv | Philipp Lahm (FC Bayern München) Xabi Alonso (FC Bayern München) | – | Gonzalo Castro (Bayer 04 Leverkusen) Lars Bender (Bayer 04 Leverkusen) Granit Xhaka (Borussia Mönchengladbach) Eugen Polanski (TSG 1899 Hoffenheim) Daniel Baier (FC Augsburg) Christoph Kramer (Borussia Mönchengladbach) Pirmin Schwegler (TSG 1899 Hoffenheim) Sebastian Kehl (Borussia Dortmund) Josuha Guilavogui (VfL Wolfsburg) Johannes Geis (1. FSV Mainz 05) Sven Bender (Borussia Dortmund) |
| Mittelfeld offensiv | Kevin De Bruyne (VfL Wolfsburg)                                  | Mario Götze (FC Bayern München) Roberto Firmino (TSG 1899 Hoffenheim) | Zlatko Junuzović (Werder Bremen) Hakan Çalhanoğlu (Bayer 04 Leverkusen) Halil Altıntop (FC Augsburg) Raffael (Borussia Mönchengladbach) |
| Stürmer             | –                                                                | Alex Meier (Eintracht Frankfurt) Robert Lewandowski (FC Bayern München) Klaas-Jan Huntelaar (FC Schalke 04) Pierre-Emerick Aubameyang (Borussia Dortmund)                    | Haris Seferović (Eintracht Frankfurt) Shinji Okazaki (1. FSV Mainz 05) Max Kruse (Borussia Mönchengladbach) Joselu (Hannover 96) Franco Di Santo (Werder Bremen) |
| Deutsche im Ausland | Toni Kroos (Real Madrid)                                         | – | Shkodran Mustafi (FC Valencia) Per Mertesacker (FC Arsenal) Kevin Kurányi (FK Dynamo Moskau) |

### Sommer 2015
Veröffentlicht in den kicker-Ausgaben vom 15. Juni 2015 (50/2015), vom 18. Juni 2015 (51/2015), vom 22. Juni 2015 (52/2015) und vom 25. Juni 2015 (53/2015). Die Rangliste bewertet das erste Halbjahr 2015.
| Position            | Weltklasse                       | Internationale Klasse | Im weiteren Kreis |
| ------------------- | -------------------------------- | --- | --- |
| Torhüter            | –                                | Manuel Neuer (FC Bayern München) Bernd Leno (Bayer 04 Leverkusen) Yann Sommer (Borussia Mönchengladbach) René Adler (Hamburger SV) Roman Bürki (SC Freiburg) Diego Benaglio (VfL Wolfsburg) | Timo Horn (1. FC Köln) Kevin Trapp (Eintracht Frankfurt) Marwin Hitz (FC Augsburg) Ron-Robert Zieler (Hannover 96) |
| Innenverteidiger    | –                                | Jérôme Boateng (FC Bayern München) Naldo (VfL Wolfsburg) Martin Stranzl (Borussia Mönchengladbach) Ömer Toprak (Bayer 04 Leverkusen)                                                        | Roel Brouwers (Borussia Mönchengladbach) Neven Subotić (Borussia Dortmund) Álvaro Domínguez (Borussia Mönchengladbach) Mats Hummels (Borussia Dortmund) Benedikt Höwedes (FC Schalke 04) Dominic Maroh (1. FC Köln) Timm Klose (VfL Wolfsburg) Sebastian Langkamp (Hertha BSC) Jannik Vestergaard (Werder Bremen) Ragnar Klavan (FC Augsburg) Kyriakos Papadopoulos (Bayer 04 Leverkusen) Kevin Wimmer (1. FC Köln) |
| Außenbahn defensiv  | –                                | David Alaba (FC Bayern München) | Tony Jantschke (Borussia Mönchengladbach) Ricardo Rodríguez (VfL Wolfsburg) Roberto Hilbert (Bayer 04 Leverkusen) Paul Verhaegh (FC Augsburg) Wendell (Bayer 04 Leverkusen) Vieirinha (VfL Wolfsburg) Abdul Rahman Baba (FC Augsburg) Rafinha (FC Bayern München) Oscar Wendt (Borussia Mönchengladbach) |
| Außenbahn offensiv  | Arjen Robben (FC Bayern München) | Patrick Herrmann (Borussia Mönchengladbach) Karim Bellarabi (Bayer 04 Leverkusen) Daniel Caligiuri (VfL Wolfsburg)                                                                          | Raúl Bobadilla (FC Augsburg) Ivan Perišić (VfL Wolfsburg) Marco Reus (Borussia Dortmund) Marcel Risse (1. FC Köln) Kevin Volland (TSG 1899 Hoffenheim) Henrich Mchitarjan (Borussia Dortmund) Filip Kostić (VfB Stuttgart) Julian Brandt (Bayer 04 Leverkusen) Fabian Johnson (Borussia Mönchengladbach) Son Heung-min (Bayer 04 Leverkusen)                                                                        |
| Mittelfeld defensiv | –                                | Gonzalo Castro (Bayer 04 Leverkusen) Granit Xhaka (Borussia Mönchengladbach) Luiz Gustavo (VfL Wolfsburg) Christoph Kramer (Borussia Mönchengladbach)                                       | Salif Sané (Hannover 96) Johannes Geis (1. FSV Mainz 05) Lars Bender (Bayer 04 Leverkusen) Daniel Baier (FC Augsburg) Bastian Schweinsteiger (FC Bayern München) Clemens Fritz (Werder Bremen) Simon Rolfes (Bayer 04 Leverkusen) Christian Gentner (VfB Stuttgart) Philipp Lahm (FC Bayern München) Sebastian Rode (FC Bayern München)                                                                             |
| Mittelfeld offensiv | Kevin De Bruyne (VfL Wolfsburg)  | Raffael (Borussia Mönchengladbach) Lars Stindl (Hannover 96) | Zlatko Junuzović (Werder Bremen) Shinji Kagawa (Borussia Dortmund) Thiago (FC Bayern München) Roberto Firmino (TSG 1899 Hoffenheim) Hakan Çalhanoğlu (Bayer 04 Leverkusen) Mario Götze (FC Bayern München) Valentin Stocker (Hertha BSC) |
| Stürmer             | –                                | Robert Lewandowski (FC Bayern München) Bas Dost (VfL Wolfsburg) Thomas Müller (FC Bayern München) Pierre-Emerick Aubameyang (Borussia Dortmund)                                             | Max Kruse (Borussia Mönchengladbach) Daniel Ginczek (VfB Stuttgart) Franco Di Santo (Werder Bremen) Alex Meier (Eintracht Frankfurt) Shinji Okazaki (1. FSV Mainz 05) Stefan Kießling (Bayer 04 Leverkusen) |
| Deutsche im Ausland | –                                | Marc-André ter Stegen (FC Barcelona) Toni Kroos (Real Madrid) | Per Mertesacker (FC Arsenal) Shkodran Mustafi (FC Valencia) Emre Can (FC Liverpool) Mesut Özil (FC Arsenal) Mario Gómez (AC Florenz) Miroslav Klose (Lazio Rom) |

### Winter 2015/16
Veröffentlicht in den kicker-Ausgaben vom 28. Dezember 2015 (106+107/2015), vom 4. Januar 2016 (2/2016) und vom 7. Januar 2016 (3/2016). Die Rangliste bewertet das zweite Halbjahr 2015.
| Position            | Weltklasse                                                                           | Internationale Klasse | Im weiteren Kreis |
| ------------------- | ------------------------------------------------------------------------------------ | --- | --- |
| Torhüter            | Manuel Neuer (FC Bayern München)                                                     | Ralf Fährmann (FC Schalke 04) Yann Sommer (Borussia Mönchengladbach) Timo Horn (1. FC Köln) Ron-Robert Zieler (Hannover 96) René Adler (Hamburger SV) Marwin Hitz (FC Augsburg) | Loris Karius (1. FSV Mainz 05) Rune Jarstein (Hertha BSC) Ramazan Özcan (FC Ingolstadt 04) |
| Innenverteidiger    | Jérôme Boateng (FC Bayern München)                                                   | David Alaba (FC Bayern München) Javi Martínez (FC Bayern München) Naldo (VfL Wolfsburg) Joel Matip (FC Schalke 04)                                                              | Jonathan Tah (Bayer 04 Leverkusen) Aytaç Sulu (SV Darmstadt 98) Marvin Matip (FC Ingolstadt 04) Fabian Lustenberger (Hertha BSC) Andreas Christensen (Borussia Mönchengladbach) Dominique Heintz (1. FC Köln) Mats Hummels (Borussia Dortmund) Sokratis (Borussia Dortmund) Sven Bender (Borussia Dortmund) Sebastian Langkamp (Hertha BSC) Johan Djourou (Hamburger SV) Niklas Süle (TSG 1899 Hoffenheim) Benjamin Hübner (FC Ingolstadt 04) |
| Außenbahn defensiv  | –                                                                                    | Philipp Lahm (FC Bayern München) Matthias Ginter (Borussia Dortmund) | Marcel Schmelzer (Borussia Dortmund) Paul Verhaegh (FC Augsburg) Mitchell Weiser (Hertha BSC) Julian Korb (Borussia Mönchengladbach) Oscar Wendt (Borussia Mönchengladbach) Christian Träsch (VfL Wolfsburg) Roberto Hilbert (Bayer 04 Leverkusen) Rafinha (FC Bayern München) |
| Außenbahn offensiv  | Douglas Costa (FC Bayern München) Henrich Mchitarjan (Borussia Dortmund)             | Arjen Robben (FC Bayern München) Kingsley Coman (FC Bayern München) Marco Reus (Borussia Dortmund) Leroy Sané (FC Schalke 04)                                                   | Fabian Johnson (Borussia Mönchengladbach) Marcel Heller (SV Darmstadt 98) Karim Bellarabi (Bayer 04 Leverkusen) Max Meyer (FC Schalke 04) Ibrahima Traoré (Borussia Mönchengladbach) Admir Mehmedi (Bayer 04 Leverkusen) Caiuby (FC Augsburg) |
| Mittelfeld defensiv | –                                                                                    | Xabi Alonso (FC Bayern München) Kevin Kampl (Bayer 04 Leverkusen) Granit Xhaka (Borussia Mönchengladbach) Lars Bender (Bayer 04 Leverkusen) Vladimír Darida (Hertha BSC)        | Mahmoud Dahoud (Borussia Mönchengladbach) Julian Weigl (Borussia Dortmund) Roger (FC Ingolstadt 04) Johannes Geis (FC Schalke 04) Luiz Gustavo (VfL Wolfsburg) Salif Sané (Hannover 96) Maximilian Arnold (VfL Wolfsburg) Leon Goretzka (FC Schalke 04) Per Ciljan Skjelbred (Hertha BSC) |
| Mittelfeld offensiv | Thomas Müller (FC Bayern München)                                                    | Shinji Kagawa (Borussia Dortmund) İlkay Gündoğan (Borussia Dortmund) Yunus Malli (1. FSV Mainz 05)                                                                              | Gonzalo Castro (Borussia Dortmund) Thiago (FC Bayern München) Hiroshi Kiyotake (Hannover 96) Daniel Didavi (VfB Stuttgart) Julian Draxler (VfL Wolfsburg) Arturo Vidal (FC Bayern München) |
| Stürmer             | Robert Lewandowski (FC Bayern München) Pierre-Emerick Aubameyang (Borussia Dortmund) | Chicharito (Bayer 04 Leverkusen) Lars Stindl (Borussia Mönchengladbach) Raffael (Borussia Mönchengladbach)                                                                      | Salomon Kalou (Hertha BSC) Yoshinori Mutō (1. FSV Mainz 05) Raúl Bobadilla (FC Augsburg) Vedad Ibišević (Hertha BSC) Bas Dost (VfL Wolfsburg) Max Kruse (VfL Wolfsburg) Pierre-Michel Lasogga (Hamburger SV) Anthony Modeste (1. FC Köln) Anthony Ujah (Werder Bremen) |
| Deutsche im Ausland | –                                                                                    | Mesut Özil (FC Arsenal) | Kevin Trapp (Paris Saint-Germain) Marc-André ter Stegen (FC Barcelona) Shkodran Mustafi (FC Valencia) Per Mertesacker (FC Arsenal) Robert Huth (Leicester City) Andreas Beck (Beşiktaş Istanbul) Lukas Podolski (Galatasaray Istanbul) Toni Kroos (Real Madrid) Emre Can (FC Liverpool) Mario Gómez (Beşiktaş Istanbul) |

### Sommer 2016
Veröffentlicht in den kicker-Ausgaben vom 14. Juli 2016 (57/2016), vom 18. Juli 2016 (58/2016) und vom 21. Juli 2016 (59/2016). Die Rangliste bewertet das erste Halbjahr 2016.
| Position            | Weltklasse                                                          | Internationale Klasse | Im weiteren Kreis |
| ------------------- | ------------------------------------------------------------------- | --- | --- |
| Torhüter            | Manuel Neuer (FC Bayern München)                                    | Bernd Leno (Bayer 04 Leverkusen) Loris Karius (1. FSV Mainz 05) Oliver Baumann (TSG 1899 Hoffenheim) René Adler (Hamburger SV) Yann Sommer (Borussia Mönchengladbach) Ralf Fährmann (FC Schalke 04) Marwin Hitz (FC Augsburg) Ron-Robert Zieler (Hannover 96) | Lukáš Hrádecký (Eintracht Frankfurt) Timo Horn (1. FC Köln) Roman Bürki (Borussia Dortmund) Ramazan Özcan (FC Ingolstadt 04) |
| Innenverteidiger    | Jérôme Boateng (FC Bayern München) Mats Hummels (Borussia Dortmund) | Andreas Christensen (Borussia Mönchengladbach) Javi Martínez (FC Bayern München) Ömer Toprak (Bayer 04 Leverkusen) | Sokratis (Borussia Dortmund) Jonathan Tah (Bayer 04 Leverkusen) Aytaç Sulu (SV Darmstadt 98) Sven Bender (Borussia Dortmund) Marvin Matip (FC Ingolstadt 04) Joshua Kimmich (FC Bayern München) Niklas Süle (TSG 1899 Hoffenheim) Benjamin Hübner (FC Ingolstadt 04) Stefan Bell (1. FSV Mainz 05) John Anthony Brooks (Hertha BSC)                                                              |
| Außenbahn defensiv  | Philipp Lahm (FC Bayern München)                                    | – | Łukasz Piszczek (Borussia Dortmund) Jonas Hector (1. FC Köln) David Alaba (FC Bayern München) Marcel Schmelzer (Borussia Dortmund) Fabian Johnson (Borussia Mönchengladbach) Mitchell Weiser (Hertha BSC) |
| Mittelfeld defensiv | Arturo Vidal (FC Bayern München)                                    | Granit Xhaka (Borussia Mönchengladbach) Charles Aránguiz (Bayer 04 Leverkusen) Xabi Alonso (FC Bayern München) Julian Baumgartlinger (1. FSV Mainz 05) | Mahmoud Dahoud (Borussia Mönchengladbach) Julian Weigl (Borussia Dortmund) Clemens Fritz (Werder Bremen) Kevin Kampl (Bayer 04 Leverkusen) Danny Latza (1. FSV Mainz 05) Christian Gentner (VfB Stuttgart) Daniel Baier (FC Augsburg) Roger (FC Ingolstadt 04) Per Ciljan Skjelbred (Hertha BSC)                                                                                                 |
| Mittelfeld offensiv | –                                                                   | Thomas Müller (FC Bayern München) Gonzalo Castro (Borussia Dortmund) İlkay Gündoğan (Borussia Dortmund) | Zlatko Junuzović (Werder Bremen) Koo Ja-cheol (FC Augsburg) Nadiem Amiri (TSG 1899 Hoffenheim) |
| Außenbahn offensiv  | –                                                                   | Henrich Mchitarjan (Borussia Dortmund) Franck Ribéry (FC Bayern München) Karim Bellarabi (Bayer 04 Leverkusen) | Julian Brandt (Bayer 04 Leverkusen) Marco Reus (Borussia Dortmund) Leroy Sané (FC Schalke 04) Kingsley Coman (FC Bayern München) Kevin Volland (TSG 1899 Hoffenheim) Julian Draxler (VfL Wolfsburg) Nicolai Müller (Hamburger SV) Mark Uth (TSG 1899 Hoffenheim) Filip Kostić (VfB Stuttgart) Marcel Risse (1. FC Köln) Douglas Costa (FC Bayern München) Caiuby (FC Augsburg)                   |
| Stürmer             | Robert Lewandowski (FC Bayern München)                              | Pierre-Emerick Aubameyang (Borussia Dortmund) Claudio Pizarro (Werder Bremen) Raffael (Borussia Mönchengladbach) Sandro Wagner (SV Darmstadt 98) Chicharito (Bayer 04 Leverkusen)                                                                             | Andrej Kramarić (TSG 1899 Hoffenheim) Anthony Modeste (1. FC Köln) Alfreð Finnbogason (FC Augsburg) Lars Stindl (Borussia Mönchengladbach) Moritz Hartmann (FC Ingolstadt 04) Thorgan Hazard (Borussia Mönchengladbach) André Schürrle (VfL Wolfsburg) Adrián Ramos (Borussia Dortmund) Jhon Córdoba (1. FSV Mainz 05) Klaas-Jan Huntelaar (FC Schalke 04) Stefan Kießling (Bayer 04 Leverkusen) |
| Deutsche im Ausland | Toni Kroos (Real Madrid)                                            | Kevin Trapp (Paris Saint-Germain) Marc-André ter Stegen (FC Barcelona) Sami Khedira (Juventus Turin) Mesut Özil (FC Arsenal) Mario Gómez (Beşiktaş Istanbul)                                                                                                  | Robert Huth (Leicester City) Shkodran Mustafi (FC Valencia) Antonio Rüdiger (AS Rom) Andreas Beck (Beşiktaş Istanbul) Emre Can (FC Liverpool) Lukas Podolski (Galatasaray Istanbul) Miroslav Klose (Lazio Rom) |

### Winter 2016/17
Veröffentlicht in den kicker-Ausgaben vom 2. Januar 2017 (2/2017), vom 5. Januar 2017 (3/2017) und vom 9. Januar 2017 (4/2017). Die Rangliste bewertet das zweite Halbjahr 2016.
| Position            | Weltklasse                                                                           | Internationale Klasse | Im weiteren Kreis |
| ------------------- | ------------------------------------------------------------------------------------ | --- | --- |
| Torhüter            | Manuel Neuer (FC Bayern München)                                                     | Timo Horn (1. FC Köln) Roman Bürki (Borussia Dortmund) Rune Jarstein (Hertha BSC) Lukáš Hrádecký (Eintracht Frankfurt) Bernd Leno (Bayer 04 Leverkusen) Ralf Fährmann (FC Schalke 04) Marwin Hitz (FC Augsburg) | Michael Esser (SV Darmstadt 98) Péter Gulácsi (RB Leipzig) Oliver Baumann (TSG 1899 Hoffenheim) |
| Innenverteidiger    | –                                                                                    | Mats Hummels (FC Bayern München) Jonathan Tah (Bayer 04 Leverkusen) Sokratis (Borussia Dortmund) | Benedikt Höwedes (FC Schalke 04) Jérôme Boateng (FC Bayern München) Willi Orban (RB Leipzig) Niklas Süle (TSG 1899 Hoffenheim) Jesús Vallejo (Eintracht Frankfurt) Kevin Vogt (TSG 1899 Hoffenheim) John Anthony Brooks (Hertha BSC) Javi Martínez (FC Bayern München) Mergim Mavraj (1. FC Köln) David Abraham (Eintracht Frankfurt) Niklas Stark (Hertha BSC) Matija Nastasić (FC Schalke 04) Benjamin Hübner (TSG 1899 Hoffenheim) Dominique Heintz (1. FC Köln) Sebastian Langkamp (Hertha BSC) Marvin Compper (RB Leipzig) |
| Außenbahn defensiv  | –                                                                                    | Philipp Lahm (FC Bayern München) Sead Kolašinac (FC Schalke 04) Jonas Hector (1. FC Köln) | David Alaba (FC Bayern München) Łukasz Piszczek (Borussia Dortmund) Pavel Kadeřábek (TSG 1899 Hoffenheim) Timothy Chandler (Eintracht Frankfurt) Benjamin Henrichs (Bayer 04 Leverkusen) Juan Bernat (FC Bayern München) Marcel Schmelzer (Borussia Dortmund) Bastian Oczipka (Eintracht Frankfurt) Marvin Plattenhardt (Hertha BSC) Alessandro Schöpf (FC Schalke 04) Bernardo (RB Leipzig) Rafinha (FC Bayern München) Marcel Halstenberg (RB Leipzig)                                                                        |
| Mittelfeld defensiv | –                                                                                    | Naby Keïta (RB Leipzig) Kevin Kampl (Bayer 04 Leverkusen) | Diego Demme (RB Leipzig) Sebastian Rudy (TSG 1899 Hoffenheim) Per Ciljan Skjelbred (Hertha BSC) Marco Höger (1. FC Köln) Makoto Hasebe (Eintracht Frankfurt) Daniel Baier (FC Augsburg) Mike Frantz (SC Freiburg) Matthias Lehmann (1. FC Köln) |
| Mittelfeld offensiv | –                                                                                    | Emil Forsberg (RB Leipzig) Thiago (FC Bayern München) Marco Fabián (Eintracht Frankfurt) Joshua Kimmich (FC Bayern München) Arturo Vidal (FC Bayern München) Kerem Demirbay (TSG 1899 Hoffenheim)               | Lars Stindl (Borussia Mönchengladbach) Marcel Sabitzer (RB Leipzig) Nabil Bentaleb (FC Schalke 04) Leon Goretzka (FC Schalke 04) Yunus Malli (1. FSV Mainz 05) Max Meyer (FC Schalke 04) Gonzalo Castro (Borussia Dortmund) Hakan Çalhanoğlu (Bayer 04 Leverkusen) |
| Außenbahn offensiv  | –                                                                                    | Arjen Robben (FC Bayern München) Franck Ribéry (FC Bayern München) Ousmane Dembélé (Borussia Dortmund) | Serge Gnabry (Werder Bremen) Vincenzo Grifo (SC Freiburg) Thomas Müller (FC Bayern München) Christian Pulisic (Borussia Dortmund) Julian Brandt (Bayer 04 Leverkusen) Marcel Risse (1. FC Köln) Mitchell Weiser (Hertha BSC) Ibrahima Traoré (Borussia Mönchengladbach) Douglas Costa (FC Bayern München) Salomon Kalou (Hertha BSC) |
| Stürmer             | Pierre-Emerick Aubameyang (Borussia Dortmund) Robert Lewandowski (FC Bayern München) | Anthony Modeste (1. FC Köln) Timo Werner (RB Leipzig) Sandro Wagner (TSG 1899 Hoffenheim) Vedad Ibišević (Hertha BSC)                                                                                           | Raffael (Borussia Mönchengladbach) Andrej Kramarić (TSG 1899 Hoffenheim) Maximilian Philipp (SC Freiburg) Thorgan Hazard (Borussia Mönchengladbach) Mark Uth (TSG 1899 Hoffenheim) |
| Deutsche im Ausland | Mesut Özil (FC Arsenal)                                                              | Marc-André ter Stegen (FC Barcelona) İlkay Gündoğan (Manchester City) Sami Khedira (Juventus Turin) Toni Kroos (Real Madrid)                                                                                    | Shkodran Mustafi (FC Arsenal) Antonio Rüdiger (AS Rom) Emre Can (FC Liverpool) |

### Sommer 2017
Veröffentlicht in den kicker-Ausgaben vom 8. Juni 2017 (47/2017), vom 12. Juni 2017 (48/2017) und vom 15. Juni 2017 (49/2017). Die Rangliste bewertet das erste Halbjahr 2017.
| Position            | Weltklasse                                                                           | Internationale Klasse | Im weiteren Kreis |
| ------------------- | ------------------------------------------------------------------------------------ | --- | --- |
| Torhüter            | Manuel Neuer (FC Bayern München)                                                     | Bernd Leno (Bayer 04 Leverkusen) Yann Sommer (Borussia Mönchengladbach) Timo Horn (1. FC Köln) Ralf Fährmann (FC Schalke 04) Felix Wiedwald (Werder Bremen) Oliver Baumann (TSG 1899 Hoffenheim) Roman Bürki (Borussia Dortmund) | Michael Esser (SV Darmstadt 98) Lukáš Hrádecký (Eintracht Frankfurt) Péter Gulácsi (RB Leipzig) Alexander Schwolow (SC Freiburg) Rune Jarstein (Hertha BSC) |
| Innenverteidiger    | –                                                                                    | Mats Hummels (FC Bayern München) Niklas Süle (TSG 1899 Hoffenheim) Javi Martínez (FC Bayern München) | Benjamin Hübner (TSG 1899 Hoffenheim) Kyriakos Papadopoulos (Hamburger SV) Sokratis (Borussia Dortmund) Andreas Christensen (Borussia Mönchengladbach) Willi Orban (RB Leipzig) Marc Bartra (Borussia Dortmund) Romain Brégerie (FC Ingolstadt 04) Kevin Vogt (TSG 1899 Hoffenheim) Dominique Heintz (1. FC Köln)                                                                                          |
| Außenbahn defensiv  | –                                                                                    | Philipp Lahm (FC Bayern München) | Sead Kolašinac (FC Schalke 04) David Alaba (FC Bayern München) Marcel Schmelzer (Borussia Dortmund) Marvin Plattenhardt (Hertha BSC) Łukasz Piszczek (Borussia Dortmund) Steven Zuber (TSG 1899 Hoffenheim) Oscar Wendt (Borussia Mönchengladbach) Tony Jantschke (Borussia Mönchengladbach) Marcel Halstenberg (RB Leipzig)                                                                               |
| Mittelfeld defensiv | –                                                                                    | Naby Keïta (RB Leipzig) Sebastian Rudy (TSG 1899 Hoffenheim) | Thomas Delaney (Werder Bremen) Julian Weigl (Borussia Dortmund) Diego Demme (RB Leipzig) Arturo Vidal (FC Bayern München) Christoph Kramer (Borussia Mönchengladbach) Almog Cohen (FC Ingolstadt 04) Mahmoud Dahoud (Borussia Mönchengladbach) Hamit Altıntop (SV Darmstadt 98) Gonzalo Castro (Borussia Dortmund) Matthias Lehmann (1. FC Köln) Xabi Alonso (FC Bayern München) Jonas Hector (1. FC Köln) |
| Mittelfeld offensiv | –                                                                                    | Emil Forsberg (RB Leipzig) Thiago (FC Bayern München) | Kerem Demirbay (TSG 1899 Hoffenheim) Zlatko Junuzović (Werder Bremen) Thomas Müller (FC Bayern München) Leon Goretzka (FC Schalke 04) Shinji Kagawa (Borussia Dortmund) Kai Havertz (Bayer 04 Leverkusen) Marcel Sabitzer (RB Leipzig) |
| Außenbahn offensiv  | Arjen Robben (FC Bayern München)                                                     | Franck Ribéry (FC Bayern München) Ousmane Dembélé (Borussia Dortmund) Marco Reus (Borussia Dortmund) | Vincenzo Grifo (SC Freiburg) Raphaël Guerreiro (Borussia Dortmund) Leonardo Bittencourt (1. FC Köln) Maximilian Philipp (SC Freiburg) Christian Pulisic (Borussia Dortmund) |
| Stürmer             | Robert Lewandowski (FC Bayern München) Pierre-Emerick Aubameyang (Borussia Dortmund) | Max Kruse (Werder Bremen) Timo Werner (RB Leipzig) Anthony Modeste (1. FC Köln) Andrej Kramarić (TSG 1899 Hoffenheim) Mario Gómez (VfL Wolfsburg) Lars Stindl (Borussia Mönchengladbach) Guido Burgstaller (FC Schalke 04)       | Fin Bartels (Werder Bremen) Yūya Ōsako (1. FC Köln) Yussuf Poulsen (RB Leipzig) Florian Niederlechner (SC Freiburg) Raffael (Borussia Mönchengladbach) |
| Deutsche im Ausland | Toni Kroos (Real Madrid)                                                             | Marc-André ter Stegen (FC Barcelona) Sami Khedira (Juventus Turin) Leroy Sané (Manchester City) | Kevin Trapp (Paris Saint-Germain) Shkodran Mustafi (FC Arsenal) Antonio Rüdiger (AS Rom) Emre Can (FC Liverpool) Mesut Özil (FC Arsenal) Julian Draxler (Paris Saint-Germain) Amin Younes (Ajax Amsterdam) |

### Winter 2017/18
Veröffentlicht in den kicker-Ausgaben vom 2. Januar 2018 (2/2018), vom 4. Januar 2018 (3/2018) und vom 8. Januar 2018 (4/2018). Die Rangliste bewertet das zweite Halbjahr 2017.
| Position            | Weltklasse                           | Internationale Klasse | Im weiteren Kreis |
| ------------------- | ------------------------------------ | --- | --- |
| Torhüter            | –                                    | Péter Gulácsi (RB Leipzig) Lukáš Hrádecký (Eintracht Frankfurt) Sven Ulreich (FC Bayern München) Oliver Baumann (TSG 1899 Hoffenheim) Jiří Pavlenka (Werder Bremen) | Ralf Fährmann (FC Schalke 04) Timo Horn (1. FC Köln) Rune Jarstein (Hertha BSC) Koen Casteels (VfL Wolfsburg) René Adler (1. FSV Mainz 05) Bernd Leno (Bayer 04 Leverkusen) Ron-Robert Zieler (VfB Stuttgart) Alexander Schwolow (SC Freiburg) |
| Innenverteidiger    | –                                    | Mats Hummels (FC Bayern München) Naldo (FC Schalke 04) | Niklas Süle (FC Bayern München) Jonathan Tah (Bayer 04 Leverkusen) Abdou Diallo (1. FSV Mainz 05) Jérôme Boateng (FC Bayern München) Benjamin Pavard (VfB Stuttgart) Holger Badstuber (VfB Stuttgart) Dayot Upamecano (RB Leipzig) Salif Sané (Hannover 96) Kevin Vogt (TSG 1899 Hoffenheim) David Abraham (Eintracht Frankfurt) Jeffrey Gouweleeuw (FC Augsburg) Felix Uduokhai (VfL Wolfsburg) Karim Rekik (Hertha BSC) Willi Orban (RB Leipzig) Dominique Heintz (1. FC Köln)            |
| Außenbahn defensiv  | –                                    | Joshua Kimmich (FC Bayern München) Philipp Max (FC Augsburg) | Łukasz Piszczek (Borussia Dortmund) Daniel Caligiuri (FC Schalke 04) Pavel Kadeřábek (TSG 1899 Hoffenheim) Marius Wolf (Eintracht Frankfurt) Marcel Halstenberg (RB Leipzig) David Alaba (FC Bayern München) Wendell (Bayer 04 Leverkusen) |
| Mittelfeld defensiv | –                                    | Javi Martínez (FC Bayern München) Lars Bender (Bayer 04 Leverkusen) Charles Aránguiz (Bayer 04 Leverkusen)                                                          | Jean-Philippe Gbamin (1. FSV Mainz 05) Naby Keïta (RB Leipzig) Max Meyer (FC Schalke 04) Santiago Ascacíbar (VfB Stuttgart) Kevin-Prince Boateng (Eintracht Frankfurt) Daniel Baier (FC Augsburg) Dennis Geiger (TSG 1899 Hoffenheim) Denis Zakaria (Borussia Mönchengladbach) Sebastian Rudy (FC Bayern München) Christoph Kramer (Borussia Mönchengladbach) Rani Khedira (FC Augsburg) |
| Mittelfeld offensiv | –                                    | Marcel Sabitzer (RB Leipzig) | Michael Gregoritsch (FC Augsburg) Amine Harit (FC Schalke 04) Thomas Müller (FC Bayern München) Kevin Kampl (RB Leipzig) Leon Goretzka (FC Schalke 04) James Rodríguez (FC Bayern München) Daniel Didavi (VfL Wolfsburg) Kai Havertz (Bayer 04 Leverkusen) Emil Forsberg (RB Leipzig) Mario Götze (Borussia Dortmund) Kerem Demirbay (TSG 1899 Hoffenheim) Thiago (FC Bayern München) Nadiem Amiri (TSG 1899 Hoffenheim)                                                                    |
| Außenbahn offensiv  | –                                    | Leon Bailey (Bayer 04 Leverkusen) Kingsley Coman (FC Bayern München) Arjen Robben (FC Bayern München) Thorgan Hazard (Borussia Mönchengladbach)                     | Julian Brandt (Bayer 04 Leverkusen) Maximilian Philipp (Borussia Dortmund) Caiuby (FC Augsburg) Christian Pulisic (Borussia Dortmund) |
| Stürmer             | –                                    | Robert Lewandowski (FC Bayern München) Pierre-Emerick Aubameyang (Borussia Dortmund) Timo Werner (RB Leipzig) Mark Uth (TSG 1899 Hoffenheim)                        | Alfreð Finnbogason (FC Augsburg) Kevin Volland (Bayer 04 Leverkusen) Guido Burgstaller (FC Schalke 04) Lars Stindl (Borussia Mönchengladbach) Nils Petersen (SC Freiburg) Max Kruse (Werder Bremen) Davie Selke (Hertha BSC) Sandro Wagner (TSG 1899 Hoffenheim) Ante Rebić (Eintracht Frankfurt) |
| Deutsche im Ausland | Marc-André ter Stegen (FC Barcelona) | Toni Kroos (Real Madrid) Sami Khedira (Juventus Turin) Leroy Sané (Manchester City)                                                                                 | Antonio Rüdiger (FC Chelsea) Christopher Schindler (Huddersfield Town) Emre Can (FC Liverpool) İlkay Gündoğan (Manchester City) Mesut Özil (FC Arsenal) Julian Draxler (Paris Saint-Germain) Pascal Groß (Brighton & Hove Albion) Mittelklasse – Herausragend: Alexander Walke (FC Red Bull Salzburg) Serdar Taşçı (Spartak Moskau) Daniel Schwaab (PSV Eindhoven) Benedikt Röcker (Brøndby IF) Tolgay Arslan (Beşiktaş Istanbul) Hany Mukhtar (Brøndby IF) Julian Gressel (Atlanta United) |

### Sommer 2018
Veröffentlicht in den kicker-Ausgaben vom 23. Juli 2018 (60/2018), vom 26. Juli 2018 (61/2018) und vom 30. Juli 2018 (62/2018). Die Rangliste bewertet das erste Halbjahr 2018.
| Position            | Weltklasse                           | Internationale Klasse | Im weiteren Kreis |
| ------------------- | ------------------------------------ | --- | --- |
| Torhüter            | –                                    | Yann Sommer (Borussia Mönchengladbach) Koen Casteels (VfL Wolfsburg) Jiří Pavlenka (Werder Bremen) Sven Ulreich (FC Bayern München) | Péter Gulácsi (RB Leipzig) Lukáš Hrádecký (Eintracht Frankfurt) Timo Horn (1. FC Köln) Ron-Robert Zieler (VfB Stuttgart) Bernd Leno (Bayer 04 Leverkusen) |
| Innenverteidiger    | –                                    | Mats Hummels (FC Bayern München) Naldo (FC Schalke 04) Jérôme Boateng (FC Bayern München) Salif Sané (Hannover 96) Jonathan Tah (Bayer 04 Leverkusen) Benjamin Pavard (VfB Stuttgart) Benjamin Hübner (TSG 1899 Hoffenheim) Niklas Süle (FC Bayern München) | Matthias Ginter (Borussia Mönchengladbach) Niklas Moisander (Werder Bremen) Kevin Vogt (TSG 1899 Hoffenheim) Thilo Kehrer (FC Schalke 04) Abdou Diallo (1. FSV Mainz 05) Manuel Akanji (Borussia Dortmund) Sven Bender (Bayer 04 Leverkusen) Jannik Vestergaard (Borussia Mönchengladbach) Waldemar Anton (Hannover 96) Jeffrey Gouweleeuw (FC Augsburg)                                     |
| Außenbahn defensiv  | –                                    | Nico Schulz (TSG 1899 Hoffenheim) Joshua Kimmich (FC Bayern München) Lars Bender (Bayer 04 Leverkusen) David Alaba (FC Bayern München) Daniel Caligiuri (FC Schalke 04)                                                                                     | Pavel Kadeřábek (TSG 1899 Hoffenheim) Jonas Hector (1. FC Köln) Philipp Max (FC Augsburg) Rafinha (FC Bayern München) Ludwig Augustinsson (Werder Bremen) Marvin Plattenhardt (Hertha BSC) Timothy Chandler (Eintracht Frankfurt) Wendell (Bayer 04 Leverkusen) |
| Mittelfeld defensiv | –                                    | – | Charles Aránguiz (Bayer 04 Leverkusen) Javi Martínez (FC Bayern München) Florian Grillitsch (TSG 1899 Hoffenheim) Naby Keïta (RB Leipzig) Omar Mascarell (Eintracht Frankfurt) Julian Baumgartlinger (Bayer 04 Leverkusen) Christoph Kramer (Borussia Mönchengladbach) Philipp Bargfrede (Werder Bremen) Thomas Delaney (Werder Bremen)                                                      |
| Mittelfeld offensiv | –                                    | James Rodríguez (FC Bayern München) | Marco Reus (Borussia Dortmund) Kevin-Prince Boateng (Eintracht Frankfurt) Thiago (FC Bayern München) Marius Wolf (Eintracht Frankfurt) Corentin Tolisso (FC Bayern München) Maximilian Eggestein (Werder Bremen) Kai Havertz (Bayer 04 Leverkusen) Arturo Vidal (FC Bayern München) Lewis Holtby (Hamburger SV)                                                                              |
| Außenbahn offensiv  | –                                    | Thomas Müller (FC Bayern München) Franck Ribéry (FC Bayern München) | Arjen Robben (FC Bayern München) Leonardo Bittencourt (1. FC Köln) Christian Gentner (VfB Stuttgart) Julian Brandt (Bayer 04 Leverkusen) |
| Stürmer             | –                                    | Robert Lewandowski (FC Bayern München) Andrej Kramarić (TSG 1899 Hoffenheim) Serge Gnabry (TSG 1899 Hoffenheim) | Ante Rebić (Eintracht Frankfurt) Mark Uth (TSG 1899 Hoffenheim) Timo Werner (RB Leipzig) Niclas Füllkrug (Hannover 96) Nils Petersen (SC Freiburg) Mario Gómez (VfB Stuttgart) Max Kruse (Werder Bremen) Jean-Kévin Augustin (RB Leipzig) Lucas Alario (Bayer 04 Leverkusen) Michy Batshuayi (Borussia Dortmund)                                                                             |
| Deutsche im Ausland | Marc-André ter Stegen (FC Barcelona) | Toni Kroos (Real Madrid) Sami Khedira (Juventus Turin) Leroy Sané (Manchester City) | Antonio Rüdiger (FC Chelsea) Christopher Schindler (Huddersfield Town) İlkay Gündoğan (Manchester City) Emre Can (FC Liverpool) Pascal Groß (Brighton & Hove Albion) Mittelklasse – Herausragend: Alexander Walke (FC Red Bull Salzburg) Daniel Schwaab (PSV Eindhoven) Benedikt Röcker (Brøndby IF) Felix Bastians (Tianjin Teda) Hany Mukhtar (Brøndby IF) Julian Gressel (Atlanta United) |

### Winter 2018/19
Veröffentlicht in den kicker-Ausgaben vom 3. Januar 2019 (3/2019), vom 7. Januar 2019 (4/2019) und vom 10. Januar 2019 (5/2019). Die Rangliste bewertet das zweite Halbjahr 2018.
| Position            | Weltklasse | Internationale Klasse | Im weiteren Kreis |
| ------------------- | ---------- | --- | --- |
| Torhüter            | –          | Roman Bürki (Borussia Dortmund) Rune Jarstein (Hertha BSC) Yann Sommer (Borussia Mönchengladbach) Péter Gulácsi (RB Leipzig) Kevin Trapp (Eintracht Frankfurt) Koen Casteels (VfL Wolfsburg) | Alexander Schwolow (SC Freiburg) Lukáš Hrádecký (Bayer 04 Leverkusen) Robin Zentner (1. FSV Mainz 05) Yvon Mvogo (RB Leipzig) Michael Esser (Hannover 96) |
| Innenverteidiger    | –          | Makoto Hasebe (Eintracht Frankfurt) Matthias Ginter (Borussia Mönchengladbach) | Manuel Akanji (Borussia Dortmund) Dan-Axel Zagadou (Borussia Dortmund) Willi Orban (RB Leipzig) Mats Hummels (FC Bayern München) David Abraham (Eintracht Frankfurt) Jeffrey Gouweleeuw (FC Augsburg) |
| Außenbahn defensiv  | –          | Joshua Kimmich (FC Bayern München) Nico Schulz (TSG 1899 Hoffenheim) Filip Kostić (Eintracht Frankfurt) Jérôme Roussillon (VfL Wolfsburg) Danny da Costa (Eintracht Frankfurt)               | Łukasz Piszczek (Borussia Dortmund) Achraf Hakimi (Borussia Dortmund) Pavel Kadeřábek (TSG 1899 Hoffenheim) Valentino Lazaro (Hertha BSC) Philipp Max (FC Augsburg) Lukas Klostermann (RB Leipzig) Christian Günter (SC Freiburg) Marcelo Saracchi (RB Leipzig)                                                                                              |
| Mittelfeld defensiv | –          | Axel Witsel (Borussia Dortmund) Thiago (FC Bayern München) | Thomas Delaney (Borussia Dortmund) Lars Bender (Bayer 04 Leverkusen) Diego Demme (RB Leipzig) Tobias Strobl (Borussia Mönchengladbach) Jonathan de Guzmán (Eintracht Frankfurt) Pierre Kunde (1. FSV Mainz 05) |
| Mittelfeld offensiv | –          | Marco Reus (Borussia Dortmund) Kai Havertz (Bayer 04 Leverkusen) Andrej Kramarić (TSG 1899 Hoffenheim)                                                                                       | Kerem Demirbay (TSG 1899 Hoffenheim) Jonas Hofmann (Borussia Mönchengladbach) Florian Neuhaus (Borussia Mönchengladbach) Maximilian Eggestein (Werder Bremen) Emil Forsberg (RB Leipzig) Thomas Müller (FC Bayern München) Kevin Kampl (RB Leipzig) Ihlas Bebou (Hannover 96) Davy Klaassen (Werder Bremen)                                                  |
| Außenbahn offensiv  | –          | Thorgan Hazard (Borussia Mönchengladbach) Jadon Sancho (Borussia Dortmund) | Karim Bellarabi (Bayer 04 Leverkusen) Serge Gnabry (FC Bayern München) Reiss Nelson (TSG 1899 Hoffenheim) Arjen Robben (FC Bayern München) Dodi Lukébakio (Fortuna Düsseldorf) |
| Stürmer             | –          | Sébastien Haller (Eintracht Frankfurt) Paco Alcácer (Borussia Dortmund) Luka Jović (Eintracht Frankfurt) Robert Lewandowski (FC Bayern München)                                              | Alassane Pléa (Borussia Mönchengladbach) Ante Rebić (Eintracht Frankfurt) Timo Werner (RB Leipzig) Yussuf Poulsen (RB Leipzig) Joelinton (TSG 1899 Hoffenheim) Max Kruse (Werder Bremen) Alfreð Finnbogason (FC Augsburg) Daniel Ginczek (VfL Wolfsburg) Lars Stindl (Borussia Mönchengladbach) Luca Waldschmidt (SC Freiburg) Wout Weghorst (VfL Wolfsburg) |
| Deutsche im Ausland | –          | Marc-André ter Stegen (FC Barcelona) Leroy Sané (Manchester City) | Bernd Leno (FC Arsenal) Antonio Rüdiger (FC Chelsea) Thilo Kehrer (Paris Saint-Germain) Shkodran Mustafi (FC Arsenal) Toni Kroos (Real Madrid) İlkay Gündoğan (Manchester City) André Schürrle (FC Fulham) Mittelklasse – Herausragend: Daniel Schwaab (PSV Eindhoven) Julian Gressel (Atlanta United) Marco Stiepermann (Norwich City)                      |

### Sommer 2019
Veröffentlicht in den kicker-Ausgaben vom 17. Juni 2019 (50/2019), vom 20. Juni 2019 (51/2019) und vom 24. Juni 2019 (52/2019). Die Rangliste bewertet das erste Halbjahr 2019.
| Position            | Weltklasse | Internationale Klasse | Im weiteren Kreis |
| ------------------- | ---------- | --- | --- |
| Torhüter            | –          | Péter Gulácsi (RB Leipzig) Yann Sommer (Borussia Mönchengladbach) Jiří Pavlenka (Werder Bremen) Koen Casteels (VfL Wolfsburg) Roman Bürki (Borussia Dortmund) Kevin Trapp (Eintracht Frankfurt)                                                                               | Manuel Neuer (FC Bayern München) Rune Jarstein (Hertha BSC) Christian Mathenia (1. FC Nürnberg) Alexander Schwolow (SC Freiburg) |
| Innenverteidiger    | –          | Mats Hummels (FC Bayern München) Jonathan Tah (Bayer 04 Leverkusen) Willi Orban (RB Leipzig) Niklas Süle (FC Bayern München) Makoto Hasebe (Eintracht Frankfurt) Ibrahima Konaté (RB Leipzig)                                                                                 | Martin Hinteregger (Eintracht Frankfurt) Niklas Stark (Hertha BSC) Niklas Moisander (Werder Bremen) Nordi Mukiele (RB Leipzig) |
| Außenbahn defensiv  | –          | Joshua Kimmich (FC Bayern München) Filip Kostić (Eintracht Frankfurt) David Alaba (FC Bayern München) Jérôme Roussillon (VfL Wolfsburg) Nico Schulz (TSG 1899 Hoffenheim) | Marcel Halstenberg (RB Leipzig) Lukas Klostermann (RB Leipzig) |
| Mittelfeld defensiv | –          | Thiago (FC Bayern München) Charles Aránguiz (Bayer 04 Leverkusen) Sebastian Rode (Eintracht Frankfurt) | Julian Baumgartlinger (Bayer 04 Leverkusen) Javi Martínez (FC Bayern München) Kevin Stöger (Fortuna Düsseldorf) Josuha Guilavogui (VfL Wolfsburg) Axel Witsel (Borussia Dortmund) Tyler Adams (RB Leipzig) Thomas Delaney (Borussia Dortmund) Florian Grillitsch (TSG 1899 Hoffenheim) Kevin Kampl (RB Leipzig) Denis Zakaria (Borussia Mönchengladbach) Maximilian Arnold (VfL Wolfsburg) |
| Mittelfeld offensiv | –          | Kai Havertz (Bayer 04 Leverkusen) Julian Brandt (Bayer 04 Leverkusen) | Marco Reus (Borussia Dortmund) Thomas Müller (FC Bayern München) James Rodríguez (FC Bayern München) Leon Goretzka (FC Bayern München) Maximilian Eggestein (Werder Bremen) Kerem Demirbay (TSG 1899 Hoffenheim) Andrej Kramarić (TSG 1899 Hoffenheim) Jean-Paul Boëtius (1. FSV Mainz 05) Davy Klaassen (Werder Bremen) Admir Mehmedi (VfL Wolfsburg) Marcel Sabitzer (RB Leipzig)        |
| Außenbahn offensiv  | –          | Serge Gnabry (FC Bayern München) Jadon Sancho (Borussia Dortmund) Kingsley Coman (FC Bayern München) | Benito Raman (Fortuna Düsseldorf) Vincenzo Grifo (SC Freiburg) Raphaël Guerreiro (Borussia Dortmund) |
| Stürmer             | –          | Robert Lewandowski (FC Bayern München) Kevin Volland (Bayer 04 Leverkusen) Max Kruse (Werder Bremen) Wout Weghorst (VfL Wolfsburg) Sébastien Haller (Eintracht Frankfurt) Luka Jović (Eintracht Frankfurt) Milot Rashica (Werder Bremen) Ishak Belfodil (TSG 1899 Hoffenheim) | Mario Götze (Borussia Dortmund) Jean-Philippe Mateta (1. FSV Mainz 05) Yussuf Poulsen (RB Leipzig) Timo Werner (RB Leipzig) Nils Petersen (SC Freiburg) Karim Onisiwo (1. FSV Mainz 05) |
| Deutsche im Ausland | –          | Marc-André ter Stegen (FC Barcelona) Antonio Rüdiger (FC Chelsea) İlkay Gündoğan (Manchester City) Leroy Sané (Manchester City) | Bernd Leno (FC Arsenal) Emre Can (Juventus Turin) Pascal Groß (Brighton & Hove Albion) Mittelklasse – Herausragend: Christoph Zimmermann (Norwich City) Marco Stiepermann (Norwich City) Marko Marin (FK Roter Stern Belgrad) Julian Gressel (Atlanta United) |

### Winter 2019/20
Veröffentlicht in den kicker-Ausgaben vom 2. Januar 2020 (3/2020), vom 6. Januar 2020 (4/2020) und vom 9. Januar 2020 (5/2020). Die Rangliste bewertet das zweite Halbjahr 2019.
| Position            | Weltklasse                             | Internationale Klasse | Im weiteren Kreis |
| ------------------- | -------------------------------------- | --- | --- |
| Torhüter            | Manuel Neuer (FC Bayern München)       | Péter Gulácsi (RB Leipzig) Yann Sommer (Borussia Mönchengladbach) Lukáš Hrádecký (Bayer 04 Leverkusen) Roman Bürki (Borussia Dortmund) Koen Casteels (VfL Wolfsburg)      | Frederik Rønnow (Eintracht Frankfurt) Mark Flekken (SC Freiburg) Rafał Gikiewicz (1. FC Union Berlin) Robin Zentner (1. FSV Mainz 05) Kevin Trapp (Eintracht Frankfurt) |
| Innenverteidiger    | –                                      | – | Matthias Ginter (Borussia Mönchengladbach) David Alaba (FC Bayern München) Sven Bender (Bayer 04 Leverkusen) Mats Hummels (Borussia Dortmund) Martin Hinteregger (Eintracht Frankfurt) Willi Orban (RB Leipzig) Niklas Süle (FC Bayern München) Dayot Upamecano (RB Leipzig) Nico Elvedi (Borussia Mönchengladbach) Marvin Friedrich (1. FC Union Berlin) Benjamin Stambouli (FC Schalke 04) Tony Jantschke (Borussia Mönchengladbach) |
| Außenbahn defensiv  | –                                      | – | Marcel Halstenberg (RB Leipzig) Stefan Lainer (Borussia Mönchengladbach) Achraf Hakimi (Borussia Dortmund) Lukas Klostermann (RB Leipzig) Lars Bender (Bayer 04 Leverkusen) Christian Günter (SC Freiburg) Ramy Bensebaini (Borussia Mönchengladbach) Nordi Mukiele (RB Leipzig) Philipp Max (FC Augsburg) Alphonso Davies (FC Bayern München)                                                                                         |
| Mittelfeld defensiv | –                                      | Joshua Kimmich (FC Bayern München) Charles Aránguiz (Bayer 04 Leverkusen) Konrad Laimer (RB Leipzig) Suat Serdar (FC Schalke 04) Denis Zakaria (Borussia Mönchengladbach) | Omar Mascarell (FC Schalke 04) Axel Witsel (Borussia Dortmund) Diego Demme (RB Leipzig) Sebastian Rode (Eintracht Frankfurt) Thomas Delaney (Borussia Dortmund) Maximilian Arnold (VfL Wolfsburg) |
| Mittelfeld offensiv | –                                      | Marcel Sabitzer (RB Leipzig) Amine Harit (FC Schalke 04) | Emil Forsberg (RB Leipzig) Thomas Müller (FC Bayern München) Christopher Nkunku (RB Leipzig) Marco Reus (Borussia Dortmund) László Bénes (Borussia Mönchengladbach) |
| Außenbahn offensiv  | –                                      | Jadon Sancho (Borussia Dortmund) Filip Kostić (Eintracht Frankfurt) | Serge Gnabry (FC Bayern München) Kingsley Coman (FC Bayern München) Thorgan Hazard (Borussia Dortmund) Karim Bellarabi (Bayer 04 Leverkusen) |
| Stürmer             | Robert Lewandowski (FC Bayern München) | Timo Werner (RB Leipzig) Marcus Thuram (Borussia Mönchengladbach) Milot Rashica (Werder Bremen)                                                                           | Wout Weghorst (VfL Wolfsburg) Florian Niederlechner (FC Augsburg) Breel Embolo (Borussia Mönchengladbach) Sebastian Andersson (1. FC Union Berlin) Rouwen Hennings (Fortuna Düsseldorf) Patrick Herrmann (Borussia Mönchengladbach) Lucas Alario (Bayer 04 Leverkusen) Kevin Volland (Bayer 04 Leverkusen) Alassane Pléa (Borussia Mönchengladbach)                                                                                    |
| Deutsche im Ausland | Marc-André ter Stegen (FC Barcelona)   | Bernd Leno (FC Arsenal) Toni Kroos (Real Madrid) İlkay Gündoğan (Manchester City)                                                                                         | Robin Gosens (Atalanta Bergamo) Sami Khedira (Juventus Turin) Mittelklasse – Herausragend: Marko Marin (FK Roter Stern Belgrad) Julian Gressel (Atlanta United) |